# Bob Burden
Bob Burden é um autor e desenhista de histórias em quadrinhos americanas. É o criador da série Flaming Carrot Comics e dos personagens do filme Mystery Men.
Além de Flaming Carrot Comics Burden trabalhou em diversas histórias com o personagem "Gumby". Em 2007, foi indicado ao Eisner Award, na categoria de "Melhor Escritor", enquanto a série foi indicada às categorias de "Melhor Nova Série" e de "Melhor publicação infanto-juvenil", vencendo a segunda.